# Fleur d'Alep
Pour plus de détails, voir Fiche technique et Distribution.
Fleur d'Alep (arabe : زهرة حلب) est un film dramatique tunisien de Ridha Béhi sorti en 2016.
Le film est projeté pour la première fois le 28 octobre 2016, en ouverture des 27es Journées cinématographiques de Carthage, avant sa sortie en salles le 6 novembre 2016.

## Synopsis
Salma, infirmière, voit son fils unique, Mourad, partir en Syrie rejoindre une organisation terroriste. Elle tente de le ramener en Tunisie.

## Fiche technique
- Titre original français : Fleur d'Alep
- Titre arabe : زهرة حلب
- Réalisation : Ridha Béhi
- Scénario : Ridha Béhi
- Photographie : Mohamed Maghraoui
- Montage : Kahena Attia
- Musique : Omar Aloulou
- Production : Ridha Béhi, Dimitri Khodhr, Hamadi Arafa, Amina Gharbi
- Pays de production :  Tunisie
- Langue originale : arabe tunisien, arabe syrien
- Format : couleurs
- Durée : 105 minutes
- Genre : drame

## Distribution
- Hend Sabri : Salma
- Hichem Rostom : Hichem, le père de Mourad
- Badis Béhi : Mourad
- Mohamed Ali Ben Jemaa
- Chekra Rammeh
- Hakim Boumsaoudi
- Ahmed Hafiane
- Hamdi Hadda

## Réception
Le Républicain lorrain décrit « un film coup de poing, haletant, qui jamais ne desserre l'étreinte, qui surprend et bouleverse. Le réalisateur joue avec nos émotions. Peut-être trop ». Pour Adnen Jdey, de Nawaat, « tout dans Fleur d’Alep, est modestement pesant comme un ciel lourd ». « Rien qui fasse saillie », regrette-t-il.